# Primavera (Riisager)
Primavera is een compositie van Knudåge Riisager.
Primavera (Nederlands: De lente) is geschreven als concertouverture. Dacapo constateerde bij de eerste commerciële opname in 2011, dat het door de uitbundige klank (ook) eigenlijk alleen maar geschikt is om tijdens het voorjaar uitgevoerd te worden. De eerste uitvoering vond echter plaats in hartje winter. Emil Reesen gaf leiding aan de première op 30 januari 1935 in de concertzaal van Tivoli in Kopenhagen.
In tegenstelling tot veel werk van deze Deense componist, werd dit werk wel uitgegeven en wel door de Vereniging voor publicatie van Deense muziek (Samfundet til udgivelse af dansk musik), geen commerciële muziekuitgeverij.
Boven het werk staat het citaat "Le coeur a ses raisons que la raison ne connaît point" van Blaise Pascal. 